# Zupaysaurus rougieri
Lo zupaysauro (Zupaysaurus rougieri) è un dinosauro carnivoro appartenente ai neoteropodi. Visse tra il Triassico superiore e il Giurassico inferiore (Retico/Hettangiano, 200-197 milioni di anni fa). I suoi resti fossili sono stati ritrovati in Argentina.

## Descrizione
Questo dinosauro era di taglia media per un teropode; un cranio di esemplare adulto misurava circa 45 centimetri, e si suppone che l'animale intero fosse lungo circa 4 metri dal muso alla punta della coda. Come tutti i teropodi, Zupaysaurus era bipede, e le sue zampe anteriori erano libere di poter afferrare le prede. Le fauci erano dotate di un piccolo spazio che separava i denti tra la mascella e la premascella; le ossa dell'astragalo e del calcagno erano fuse insieme, come avveniva in molti altri antichi teropodi.
Secondo la prima descrizione di questo animale, il cranio era dotato di due sottili creste parallele simili a quelle di altri teropodi come Dilophosaurus e "Syntarsus" kayentakatae. Analisi più recenti hanno dimostrato che le presunte creste potrebbero essere state invece ossa lacrimali conservatesi in una posizione ingannevole durante il processo di fossilizzazione.

## Significato del nome
Il nome Zupaysaurus deriva dalla parola in lingua Quechua zupay ("diavolo") e dal greco σαυρος ("lucertola"). L'epiteto specifico, rougieri, è in onore dello studioso Guillermo Rougier, che condusse la spedizione durante la quale vennero scoperti i resti dell'olotipo (l'esemplare originale).

## Classificazione
Zupaysaurus venne descritto per la prima volta nel 2003 da Coria e Arcucci, e venne classificato inizialmente tra i tetanuri, il gruppo che comprende la maggior parte dei dinosauri teropodi (inclusi gli uccelli). Secondo gli studiosi, Zupaysaurus era il più antico tra i tetanuri e conservava alcune caratteristiche dei teropodi più primitivi. Analisi più recenti, tuttavia, hanno ipotizzato che Zupaysaurus non fosse un tetanuro ma un membro dei celofisoidi, imparentato con Segisaurus e Dilophosaurus e più primitivo di Liliensternus e Coelophysis. Altri studi (Yates 2006) ritennero che Zupaysaurus formasse un gruppo monofiletico con Dilophosaurus e Dracovenator (i Dilophosauridae), ma la questione è ancora dibattuta (Smith et al. 2007, Nesbitt et al. 2009).
Finora è stato rinvenuto solo un esemplare di Zupaysaurus (noto come PULR-076), comprendente un cranio quasi completo, cinto scapolare destro, parte della zampa posteriore destra e una dozzina di vertebre del collo, del dorso e della regione della pelvi. Un altro esemplare conosciuto per resti più incompleti, rinvenuto nella stessa zona, potrebbe appartenere a un altro genere. Entrambi gli esemplari sono conservati nelle collezioni dell'Università Nazionale di La Rioja in Argentina.

## Paleobiologia
Zupaysaurus è stato ritrovato nella località nota come "Quebrada de los Jachaleros", nella formazione Los Colorados nella provincia di La Rioja. Questa formazione è normalmente considerata come appartenente al Norico (216 - 203 milioni di anni fa), ma è stata assegnata anche al Retico (203-200 milioni di anni fa). La formazione ha restituito i fossili di altri dinosauri, in particolare alcuni sauropodomorfi (Riojasaurus, Coloradisaurus, Lessemsaurus). È probabile che alcuni di questi dinosauri, in particolare gli esemplari giovani, fossero tra le prede dello Zupaysaurus.